# ينغ أباد تشاي
ينغ أباد تشاي هي قرية في مقاطعة ميانة، إيران. عدد سكان هذه القرية هو 178 في سنة 2006.